# Station Wola Rowska
Station Wola Rowska is een spoorwegstation in de Poolse plaats Wola Rowska.